# Sternatia
Sternatia är en ort och kommun i provinsen Lecce i regionen Apulien i Italien. Kommunen hade 2 261 invånare (2017).